# دیوید کلمبا
دیوید کلمبا (انگلیسی: Davide Colomba؛ زادهٔ ۱۹ ژوئیهٔ ۱۹۸۸) بازیکن فوتبال اهل ایتالیا است.
از باشگاه‌هایی که در آن بازی کرده‌است می‌توان به باشگاه فوتبال آسکولی، باشگاه فوتبال پارما، باشگاه فوتبال پون سیتی، باشگاه فوتبال فوجا، باشگاه فوتبال بولونیا، باشگاه فوتبال کروتونه، و باشگاه فوتبال اسپال اشاره کرد.